# Lutte aux Jeux olympiques d'été de 1960
Navigation
Melbourne 1956 Tokyo 1964

## Tableau des médailles pour la lutte
| Rang | Pays | Médaille d'or | Médaille d'argent | Médaille de bronze | Total |
| ---- | ---- | ------------- | ----------------- | ------------------ | ----- |

## Lutte gréco-romaine
| Épreuves                    | Or                                | Argent                                          | Bronze                                |
| --------------------------- | --------------------------------- | ----------------------------------------------- | ------------------------------------- |
| Poids mouche - 52 kg        | Dumitru Pirvulescu Roumanie       | Osman El-Sayed Égypte                           | Mohammad Paziraei Iran                |
| Poids coq, 52 - 57 kg       | Oleg Karavayev Union soviétique   | Ion Cernea Roumanie                             | Dinko Petrov Bulgarie                 |
| Poids plume, 57 - 62 kg     | Müzahir Sille Turquie             | Imre Polyák Hongrie                             | Konstantin Vyrupayev Union soviétique |
| Poids légers, 62 - 67 kg    | Avtandil Koridze Union soviétique | Branislav Martinovic Yougoslavie                | Gustav Freij Suède                    |
| Poids mi-moyens, 67 - 73 kg | Mithat Bayrak Turquie             | Günther Maritschnigg Équipe unifiée d'Allemagne | René Schiermeyer France               |
| Poids moyens, 73 - 79 kg    | Dimitar Dobrev Bulgarie           | Lothar Metz Équipe unifiée d'Allemagne          | Ion Țăranu Roumanie                   |
| Poids mi-lourds, 79 - 87 kg | Tevfik Kiş Turquie                | Krali Bimbalov Bulgarie                         | Givi Kartoziya Union soviétique       |
| Poids lourds, + 87 kg       | Ivan Bogdan Union soviétique      | Wilfried Dietrich Équipe unifiée d'Allemagne    | Bohumil Kubát Tchécoslovaquie         |

## Lutte libre
| Épreuves                    | Or                                           | Argent                              | Bronze                               |
| --------------------------- | -------------------------------------------- | ----------------------------------- | ------------------------------------ |
| Poids mouche - 52 kg        | Ahmet Bilek Turquie                          | Masayuki Matsubara Japon            | Ebrahim Seifpour Iran                |
| Poids coq, 52 - 57 kg       | Terrence McCann États-Unis                   | Nezhdet Zalev Bulgarie              | Tadeusz Trojanowski Pologne          |
| Poids plume, 57 - 62 kg     | Mustafa Dağıstanlı Turquie                   | Stancho Ivanov Bulgarie             | Vladimir Rubashvili Union soviétique |
| Poids légers, 62 - 67 kg    | Shelby Wilson États-Unis                     | Vladimir Sinyavsky Union soviétique | Enyu Valchev Bulgarie                |
| Poids mi-moyens, 67 - 73 kg | Douglas Blubaugh États-Unis                  | Ismail Ogan Turquie                 | Muhammed Bashir Pakistan             |
| Poids moyens, 73 - 79 kg    | Hasan Güngör Turquie                         | Georgi Skhirtladze Union soviétique | Hans Antonsson Suède                 |
| Poids mi-lourds, 79 - 87 kg | Ismet Atli Turquie                           | Gholam Reza Takhti Iran             | Anatoly Albul Union soviétique       |
| Poids lourds, + 87 kg       | Wilfried Dietrich Équipe unifiée d'Allemagne | Hamit Kaplan Turquie                | Savkuz Dzarasov Union soviétique     |